# WWE Superstar Shake-up 2017
Il WWE Superstar Shake-up 2017 è stato un evento della World Wrestling Entertainment svoltosi tra la puntata di Raw del 10 aprile 2017 e quella di SmackDown dell'11 aprile 2017.

## Risultati

### 10 aprile 2017
| Lottatore          | Passa a | Proviene da |
| ------------------ | ------- | ----------- |
| Apollo Crews       | Raw     | SmackDown   |
| The Miz            | Raw     | SmackDown   |
| Dean Ambrose       | Raw     | SmackDown   |
| Curt Hawkins       | Raw     | SmackDown   |
| Bray Wyatt         | Raw     | SmackDown   |
| Kalisto            | Raw     | SmackDown   |
| Heath Slater Rhyno | Raw     | SmackDown   |
| Alexa Bliss        | Raw     | SmackDown   |
| David Otunga       | Raw     | SmackDown   |
| Mickie James       | Raw     | SmackDown   |

### 11 aprile 2017
| Lottatore                        | Passa a   | Proviene da |
| -------------------------------- | --------- | ----------- |
| Kevin Owens                      | SmackDown | Raw         |
| Sami Zayn                        | SmackDown | Raw         |
| Jinder Mahal                     | SmackDown | Raw         |
| Sin Cara                         | SmackDown | Raw         |
| Primo Epico                      | SmackDown | Raw         |
| Big E Kofi Kingston Xavier Woods | SmackDown | Raw         |
| Rusev                            | SmackDown | Raw         |
| Lana                             | SmackDown | Raw         |
| Byron Saxton                     | SmackDown | Raw         |
| Charlotte Flair                  | SmackDown | Raw         |